# پرتامینا
پرتامینا (به انگلیسی: Pertamina) شرکت دولتی نفت و گاز اندونزی است، که بزرگترین تولیدکننده و صادر کننده گاز مایع (ال‌ان‌جی) در جهان می‌باشد.
این شرکت در ماه اوت سال ۱۹۶۸ با ادغام شرکت پرتامین (تأسیس ۱۹۶۱) و شرکت پرمینا (تأسیس ۱۹۵۷) ایجاد شد. دفتر مرکزی شرکت پرتامینا در شهر جاکارتا قرار دارد. این شرکت در سال ۲۰۱۸ در رتبه‌بندی بزرگترین شرکت‌های جهان، در رتبه ۱۲۲ از فهرست فورچون جهانی ۵۰۰ قرار داشت. 